# Ron Wright
Ronald Jack Wright (Jacksonville, Texas; 8 de abril de 1953-Dallas, Texas; 7 de febrero de 2021) fue un político estadounidense del estado de Texas, miembro del Partido Republicano.

## Carrera política
Fue miembro de la Cámara de Representantes de Estados Unidos representando al 6.º distrito congresional de Texas. El distrito está anclado en Arlington y el sureste de Fort Worth, y también incluye una franja de territorio exurbano al sur.
Wright fue elegido en 2018 y reelegido en 2020. Murió el 7 de febrero de 2021 por COVID-19.